# Irituia (ort)
Irituia är en ort i Brasilien.   Den ligger i kommunen Irituia och delstaten Pará, i den nordöstra delen av landet, 1 600 km norr om huvudstaden Brasília. Irituia ligger 18 meter över havet och antalet invånare är 5 602.
Terrängen runt Irituia är platt. Närmaste större samhälle är São Miguel do Guamá, 16,8 km norr om Irituia.
Omgivningarna runt Irituia är huvudsakligen savann. Runt Irituia är det ganska glesbefolkat, med 21 invånare per kvadratkilometer.